# Aena
Aena, S. M. E., S. A. (IBEX 35: AENA; acrónimo de Aeropuertos Españoles y Navegación Aérea) es una empresa pública española (sociedad mercantil estatal o SME) constituida en sociedad anónima que gestiona los aeropuertos de interés general en España. La sociedad, que es propiedad al 51% de la entidad pública empresarial Enaire, opera 46 aeropuertos y 2 helipuertos en España y participa a través de su filial Aena Internacional, en la gestión de 15 aeropuertos en Europa y América, lo que convierte a la compañía en el primer operador aeroportuario del mundo por número de pasajeros.
Fue creada en 2010 como sociedad mercantil estatal, a partir de la segregación de los activos aeroportuarios del ente público Aeropuertos Españoles y Navegación Aérea (conocido por sus siglas AENA), con el nombre de Aena Aeropuertos. Retomó su denominación histórica de Aena el 4 de julio de 2014. El 11 de febrero de 2015, Aena comenzó a cotizar en Bolsa dentro del selectivo IBEX 35, a través de una privatización parcial del 49% de la sociedad mediante una OPV.

## Historia

### Ente público empresarial
Por Real Decreto 905/1991, de 14 de junio, se aprueba el estatuto del ente público AENA, cuya entrada en vigor tuvo lugar el 19 de junio de 1991, al día siguiente de su publicación en el BOE. Se le encomendaron las competencias de gestión de la red de aeropuertos españoles, las instalaciones y redes de ayuda a la navegación aérea y el control de la circulación aérea.
El 2 de noviembre de 1991 inicia la prestación de servicios aeroportuarios y, un año más tarde, el 2 de noviembre de 1992, AENA comienza a prestar servicios en materia de navegación aérea. Permaneció en vigor hasta el 7 de junio de 2011, fecha en la que se hace efectiva la segregación de los servicios de gestión aeroportuaria y navegación aérea que prestaba la entidad.

### Sociedad mercantil de participación estatal
Aena, S. A. (inicialmente «Aena Aeropuertos, S. A.»), comenzó a operar el 7 de junio de 2011, con atribuciones en el conjunto de funciones y obligaciones que la entidad pública empresarial Aeropuertos Españoles y Navegación Aérea (AENA), ejercía en materia de gestión y explotación de los servicios aeroportuarios. El 5 de julio de 2014, tomó su actual e histórica denominación de Aena, tras adoptar el ente público propietario del 51% de la empresa y encargado de la navegación aérea en España, el nombre de Enaire.
En enero de 2019 se reduce el número de aeropuertos que opera en España al cerrar al tráfico comercial el Aeropuerto de Murcia-San Javier, decreciendo de 46 a 45 los operados directamente. Ese mismo día su filial Aena Sociedad Concesionaria del Aeropuerto Internacional de la Región de Murcia comienza a operar el nuevo Aeropuerto Internacional de la Región de Murcia, tras rescindirse la adjudicación a la anterior concesionaria Aeromur.

## Aeropuertos

Mapa de la red de Aena y Aena Sociedad Concesionaria del Aeropuerto Internacional de la Región de Murcia en España.

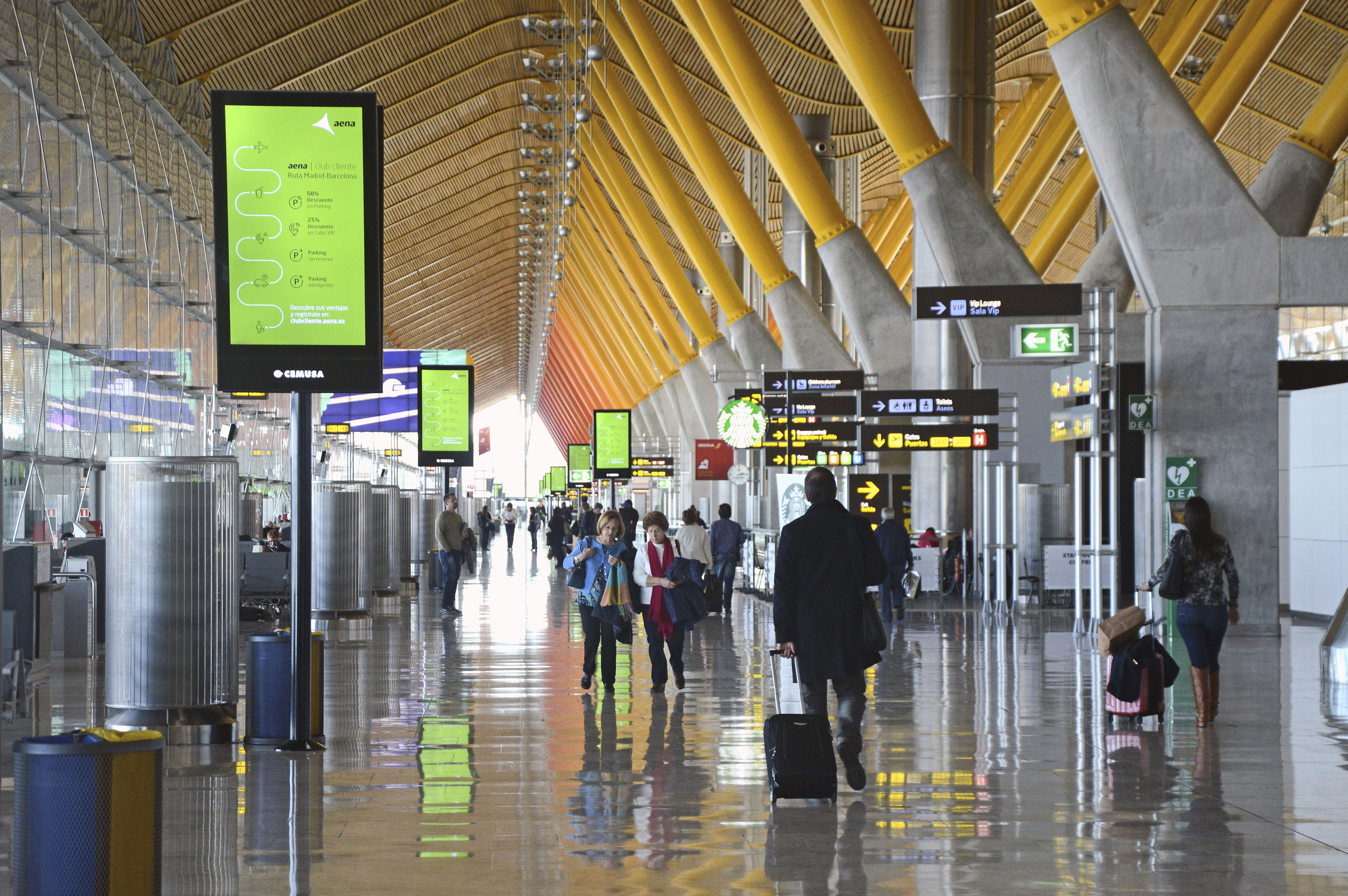
Interior de la T4 del Aeropuerto de Madrid-Barajas.

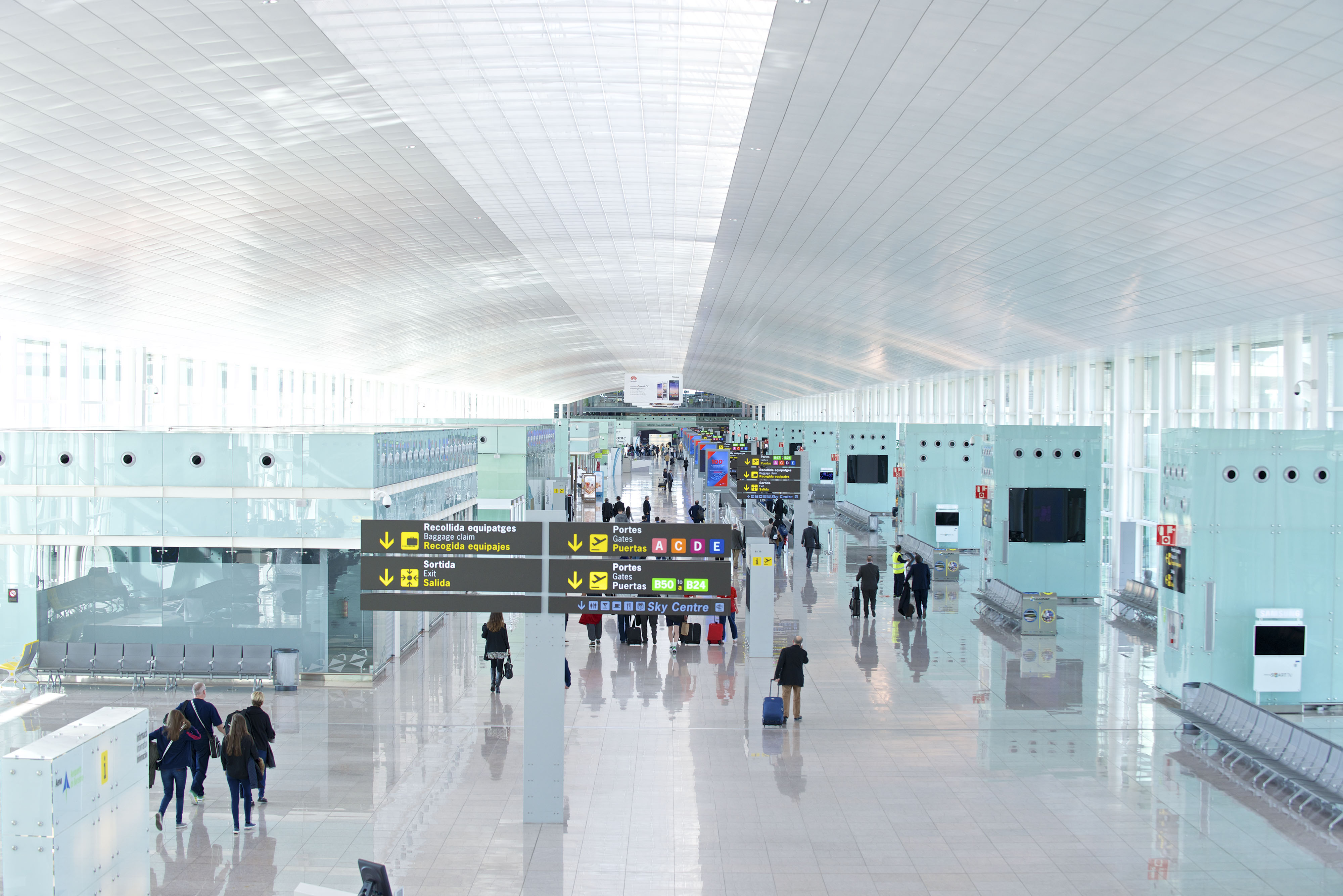
Interior de la T1 del Aeropuerto de Barcelona-El Prat.

### España
Aena explota todos los aeropuertos de interés público de España, así como la navegación aérea en algunos privados y algunas bases aéreas en régimen mixto con las Fuerzas Armadas de España. Además, cabe destacar el Helipuerto de Ceuta y el Helipuerto de Algeciras, los únicos helipuertos de la red. Aena es el primer operador aeroportuario del mundo por número de pasajeros. Más de 577 millones pasaron por los aeropuertos españoles en los últimos tres años. La Sociedad gestiona  directamente 46 aeropuertos y 2 helipuertos en España y participa directa e indirectamente en la gestión de otros 15 aeropuertos en Europa y América, entre ellos la concesionarias del londinense de Luton, del que posee el 51% del capital, y del Aeropuerto Internacional de la Región de Murcia, de la que posee el 100%.

### Internacional
Desde que en 1991 inició su actividad, Aena Internacional ha gestionado infraestructuras aeroportuarias en el exterior, consolidado a Aena como el mayor operador aeroportuario mundial por número de pasajeros. Históricamente, las inversiones en el extranjero estaban gestionadas a través de la filial Aena Desarrollo Internacional (100 %), pero esta sociedad y Clasa fueron fusionadas con la creación de Aena Aeropuertos. 
La actividad de Aena Internacional se ha desarrollado mediante diversos esquemas de gestión, que han ido desde la propiedad de los activos aeroportuarios hasta contratos de gestión de terminales o servicios, pasando por concesiones aeroportuarias. En las diferentes modalidades, Aena Internacional ha estado presente en hasta 28 aeropuertos fuera de España (12 en México, 2 en Colombia, 3 en Reino Unido, 3 en Bolivia, 1 en Suecia, 1 en Angola, y 6 en Estados Unidos, de los cuales 5 eran contratos de gestión). En la actualidad, Aena está presente en 15 aeropuertos fuera de España (12 en México, 2 en Colombia y 1 en Reino Unido). Adicionalmente Aena Internacional presta servicios de consultoría a la empresa cubana de Aeropuertos en Cuba.
- Aeropuertos Mexicanos del Pacífico, S.A.P.I. de C.V (AMP). Sociedad en la que Aena Internacional participa con el 33,33% del capital en calidad de socio operador. AMP es socio estratégico del Grupo Aeroportuario del Pacífico, S.A.B. de CV de México, integrado por los aeropuertos de Aguascalientes, Bajío, Guadalajara, Hermosillo, La Paz, Los Mochis, Manzanillo, Mexicali, Morelia, Puerto Vallarta, San José del Cabo y Tijuana.
- Sociedad Aeroportuaria de la Costa (SACSA). Participada con el 37,89% por Aena Internacional es la entidad concesionaria del Aeropuerto de Cartagena de Indias, en Colombia.
- Aerocali. Empresa participada con el 50% por Aena Internacional, es la entidad concesionaria del Aeropuerto de Cali, en Colombia.
- TBI. Junto con Abertis como socio mayoritario, Aena poseía una pequeña participación en TBI, que incluía el Aeropuerto de Londres-Luton en Londres, el Aeropuerto de Stockholm-Skavska en Nykopping y tres aeropuertos en Bolivia (nacionalizados por el gobierno de dicho país), entre otros.
- Aeropuerto de Londres-Luton. Aena posee, a través de Aena Internacional, el 51 por ciento del capital de la sociedad concesionaria del aeropuerto de Londres–Luton
- AENA Brasil. Aena gestiona 17 aeropuertos en Brasil. Desde 2020 cuenta con la gestión del Grupo Nordeste y en 2022 ganó la adjudicación por 30 años de otros 11 aeropuertos, entre ellos el Aeropuerto Internacional de Congonhas, el segundo más transitado del país.

También tiene participaciones en Ingeniería y Economía del Transporte (INECO) (61 %), Centros Logísticos Aeroportuarios (CLASA) (100 %), Restauración de Aeropuertos Españoles (RAESA) (49 %) y Agencia Metropolitana de Desarrollo Urbanístico y de Infraestructuras (Barcelona Regional) (11,76 %).